# Peculator obconicus
Peculator obconicus is een slakkensoort uit de familie van de Volutomitridae. De wetenschappelijke naam van de soort is voor het eerst geldig gepubliceerd in 1952 door Powell.